# Linhart mladší Štampach ze Štampachu
Linhart mladší Štampach ze Štampachu († 1634) byl český šlechtic z rytířského rodu Štampachů ze Štampachu. Po svém otci zdědil ahníkovské panství na Chomutovsku, ale za účast na stavovském povstání v letech 1618–1620 přišel o majetek a musel odejít do exilu. Zemřel v bitvě u Nördlingenu, ve které bojoval ve švédském vojsku.

## Život
Linhart byl synem stejnojmenného otce Linharta staršího Štampacha ze Štampachu († 1608) a jedné z jeho manželek, kterými byly Žofie Šmuhařová z Rochova a Kateřina z Šertvic. Po otcově smrti zdědil se svými bratry ahníkovské panství, které do roku 1609 drželi společně v nedílu. Po rozdělení majetku mu připadl zámek v Ahníkově, kde nechal postavit palácové křídlo ve stylu saské či nizozemské renesance.
Oženil se s Evou Sekerkovou ze Sedčic, se kterou měl dceru Alžbětu. Podle Michaely Balášové se jim narodil jediný syn Jindřich Bedřich, ale Marie Ryantová uvádí další syny Adama, Viléma, Engelharta Viléma a Bedřicha, kteří podobně jako otec emigrovali nebo jim byl zkonfiskován majetek.
V době českého stavovského povstání zastával úřad inspektora Žateckého kraje, podílel se na obraně krušnohorské hranice před vojsky saského kurfiřta Jana Jiřího a v hodnosti fendrycha se zúčastnil tažení Oldřicha Kinského do Rakous. Za to byl během pobělohorských konfiskací odsouzen ke ztrátě majetku, přičemž třetina odhadní ceny mu měla být vyplacena zpět. K tomu pravděpodobně nikdy nedošlo, protože ještě v roce 1677 se peněz, nejspíše opět marně, domáhal manžel Linhartovy dcery Alžběty.
V roce 1623 se Linhart s rodinou odešel do exilu a odstěhoval se do Annabergu a později žil v Marienbergu. Jako zchudlý šlechtic vstoupil v hodnosti generál-kvartýrmistra do švédské armády, v jejíž službách roku 1634 padl v bitvě u Nördlingenu. Syn Jindřich Bedřich zemřel v boji několik měsíců po svém otci.